# Жуков, Анатолий Алексеевич
Анатолий Алексеевич Жуков (14 ноября 1904 — 24 января 1943) — советский военно-морской деятель, инженерный работник, начальник научно-технического комитета ВМС СССР, инженер-контр-адмирал (1940).

## Биография
В 1928 году окончил кораблестроительное отделение Высшего военно-морского инженерного училища имени т. Дзержинского.
В 1939 исполняющий должность начальника Управления кораблестроения РКВМФ. С началом Великой Отечественной войны назначается начальником научно-технического комитета военно-морского флота СССР (22 июня 1941 — 24 января 1943). Являлся помощником командующего морской обороной Ленинграда, входил в штаб оперативной группы.
Покончил жизнь самоубийством.

### Звания
- Инженер-флагман 3-го ранга (25 марта 1939);[3][4]
- Инженер-контр-адмирал (4 июня 1940);[5]

## Награды
- Орден Красного Знамени (1942)[6].